# Léon Danchin
Pour les articles homonymes, voir Danchin.
 (novembre 2016).
Léon Danchin, né à Lille le 21 juin 1887, et mort à Bergues le 4 août 1938, est un  sculpteur, peintre animalier et graveur français. 

## Biographie
Léon Danchin est né à Lille, rue de Fleurus, second d'une famille de six enfants dans un milieu aisé. Fils d'Albert Danchin, un entrepreneur du tissage, il est l’arrière-petit-fils de Côme-Damien Degland (1787-1858), un célèbre chirurgien et ornithologue, fondateur du musée d'histoire naturelle de Lille. Sa mère Marguerite, maîtresse de maison accomplie, reçoit fréquemment dans la grande maison de Lille. 
Léon Danchin fait des études au collège Jeanne d’Arc de Lille. Très doué pour le dessin, il s’inscrit à l'école des beaux-arts de Lille où il est élève de Jean Joire, lui-même animalier. Reçu au Salon de Lille de 1906, il y expose fréquemment par la suite et fit des bustes de personnalités lilloises. Mobilisé en 1914 lors de la Première Guerre mondiale au 351e régiment d'infanterie, il est décoré de la croix de guerre et cité à l’ordre du régiment.
Après sa démobilisation, il épouse Simone Meesemaecker à Bergues le 11 octobre 1919. Sans abandonner la sculpture (bustes et monuments) ni la colombophilie, il se consacre pour l'essentiel au dessin animalier. Installé à Saint-Gratien[Laquelle ?], puis à Chantilly, il y fait de nombreuses études de chevaux et commence à publier ses premières lithographies et gravures pour la Maison Devambez. En 1925, il revient à Bergues. Après la mort de son beau-père en 1936, il habite à Paris, no 6 rue Edmond About dans le XVIe arrondissement. Pendant toute cette période, il peint de nombreux tableaux et des aquarelles et continue la série de lithographies et d'eaux-fortes qui firent beaucoup pour la diffusion de ses œuvres et leur renommée européenne. Ayant le mal du pays, les Danchin déménagent à nouveau et s'installent à Bergues, dans le Nord, où Léon Danchin chasse quotidiennement du matin au soir. C'est pendant cette période que Léon Danchin va dessiner les scènes de chasse qui feront sa célébrité. Comme tout bon chasseur, c'est d'abord au travail du chien qu'il s'intéresse. Il a maintenant un style reconnu. 
Il meurt à Bergues le 4 août 1938 au no 30 rue du Port, chez son beau-frère et compagnon de chasse Jean Meesmaecker. Il est enterré avec son épouse au cimetière de Bergues.

## Œuvre
Si ses sculptures sont rares, le peintre aquarelliste animalier en revanche a atteint une réputation européenne. Environ trois-cents de ses œuvres sont connues, notamment par le biais de la lithographie et de la gravure, particulièrement cynégétique. L'observation de l'attitude (chiens, gibier) est sans défaut, ce qui n'étonne pas chez ce chasseur passionné.  Environ 300 gravures ou lithographies et une trentaine de bronzes en allant sur http://leon.danchin.free.fr/